# Lube
Pour les articles homonymes, voir Lube.
Lube est une ancienne commune française du département des Pyrénées-Atlantiques. En 1833, la commune fusionne avec Coslédaà pour former Coslédaà-Lube, qui n'exista que jusqu'en 1843, année où Boast intègre la nouvelle commune désormais dénommée Coslédaà-Lube-Boast.
Photo : Eglise de Cosledaà

## Géographie
Le village, appartenant au Vic-Bilh, au nord-est du département et de Pau, se situe sur un plateau creusé par les vallées du Laas et du Lasset.

## Toponymie
Le toponyme Lube apparaît sous la forme 
Luba (1546, réformation de Béarn).

## Histoire
En 1385, Lube comptait trois "ostaus" ('maisons' en béarnais ou feux).
La seigneurie de Lube dépendait de celle de Lannecaube ; une abbaye laïque est signalée en 1385. Elle sera vendue en 1612 aux Lalanne.

## Démographie
| 1793 | 1800 | 1806 | 1821 |
| ---- | ---- | ---- | ---- |
| 190  | 139  | -    | 140  |

## Culture locale et patrimoine

### Patrimoine religieux
L'église Saint-Jean-Baptiste date partiellement du XIe siècle. Elle est inscrite à l'Inventaire général du patrimoine culturel.

## Pour approfondir